# 上映禁止となった映画の一覧
上映禁止となった映画の一覧（じょうえいきんしとなったえいがのいちらん）では、上映禁止となった映画を一覧に記す。
映画史において長らく政治的、道徳的、人種差別といった内容により検閲や審査機関によって一部の映画が上映禁止となった。基準は各国によって様々で、時代の変化によっても異なることがある。
多くの国では映画上映やテレビ放送の検閲や評価を行う公立、私設の機関がある。映画は格付けにより評価されることが普通だが、ここでは検閲、審査機関に禁止された場合のみを含む。

## 一覧
一部の国では映画自体が広く禁止され、それについては記載されていないので注意。
| 国                   | タイトル                                                                        | 年                  | 備考 |
| -------------------- | ------------------------------------------------------------------------------- | ------------------- | --- |
| アフガニスタン       | 全て                                                                            | 1996-2001; 2021-    | ターリバーンによりアフガニスタン政府は西洋の技術、芸術を禁止したため映画も禁止された。 |
| アルバニア           | Pas vdekjes (死後)                                                              | 1980-1990           | 10年間禁止。 |
| アルゼンチン         | I'll Never Heil Again                                                           | 1941                | 第二次世界大戦で同盟国だったナチス・ドイツに風刺的なためフアン・ペロン政権下で禁止。 |
| アルゼンチン         | 沈黙                                                                            | 1963                | 猥褻なため禁止。 |
| アルゼンチン         | ラストタンゴ・イン・パリ                                                        | 1972                | ポルノのため禁止。 |
| アルゼンチン         | La Patagonia rebelde (パタゴニア反乱)                                           | 1974                | ペロンとホルヘ・ラファエル・ビデラ政権下で禁止。同作は農民の反乱について扱っている。 |
| アルゼンチン         | 独裁者 (1940)                                                                   | 1976                | 独裁者を嘲笑っているためビデラ政権下で禁止。 |
| アルゼンチン         | Las largas vacaciones del '36                                                   | 1978                | フランコ体制下のスペインを皮肉的に扱っているためビデラ政権下で禁止。 |
| アルゼンチン         | ミスター・グッドバーを探して                                                    | 1978                | ビデラ政権下で「ポルノ」とされた。 |
| アルゼンチン         | プリティ・ベビー                                                                | 1978                | ビデラ政権下で「ポルノ」とされた。 |
| アルゼンチン         | 帰郷                                                                            | 1979                | 反戦的なためビデラ政権下で禁止。 |
| アルゼンチン         | The House on Garibaldi Street (ナチ・ハンター/アイヒマンを追え)                 | 1979                | ナチスドイツのアドルフ・アイヒマン追跡を扱っているためビデラ政権下で禁止。 |
| アルゼンチン         | ゴダールのマリア                                                                | 1985                | 冒涜的、性的なため禁止。 |
| アルゼンチン         | 最後の誘惑                                                                      | 1987                | 冒涜的なため禁止。 |
| オーストラリア       | ピンク・フラミンゴ                                                              | 1972                | 不快な内容なため1980年代初頭まで禁止されていた。 |
| オーストラリア       | ソドムの市                                                                      | 1975-1992           | 公開当初から禁止されていたが17年後に解禁された。 |
| オーストラリア       | 愛のコリーダ                                                                    | 1976-2000           | 猥褻を理由に禁止され1977年に検閲されたものが公開されたが、2000年にノーカット版が公開された。 |
| オーストラリア       | 食人族                                                                          | 1984                | 暴力と動物虐待のため禁止。後に18歳以上の成人は鑑賞できるようになった。 |
| オーストラリア       | ムカデ人間2                                                                     | 2011                | 残酷、不快、露骨な性的描写で一時的に禁止。検閲されたDVDが2012年2月23日発売。 |
| オーストラリア       | Ken Park(ケン パーク)                                                           | 2003                | 2003年、十代の性交、近親相姦、窒息による自慰行為を禁止した。 |
| アゼルバイジャン     | ホステージ                                                                      | 2011                | アルメニア人に対して肯定的なため禁止。 |
| バーレーン           | キングダム/見えざる敵                                                           | 2007                | 1996年のサウジアラビアの爆弾事件について不正確な描写のため禁止。 |
| バーレーン           | ノア 約束の舟                                                                   | 2014                | 預言者が登場するため禁止。 |
| ベルギー             | 女だけの都 (1935)                                                               | 1940-1945           | ナチス・ドイツ占領下のベルギーでは平和主義をテーマにしているため禁止された。監督のジャック・フェデーは追われる身となり、スイスへ避難した。 |
| ベルギー             | 愛のコリーダ                                                                    | 1976-1994           | 公開当初から禁止され、同国で最後に検閲された映画だった。当時、同作が禁止されたヨーロッパ唯一の国でもあった。1994年に解禁されている。 |
| ブラジル             | 悪魔のいけにえ                                                                  | 1974                | ストーリーが原因で禁止された。 |
| ブラジル             | セルビアン・フィルム                                                            | 2011                | 「小児性愛に対する言い訳」が含まれるため禁止。 |
| ブルガリア           | Privarzaniyat balon                                                             | 1967-1990           | 第二次世界大戦中の共産党指導者を批判しているため共産党により禁止。1990年に再び民主化した後に解禁。 |
| ミャンマー           | ザ・シンプソンズ MOVIE                                                          | 2007                | 反政府組織への支持を意味する黄色と赤色の横並びを禁止。 |
| ミャンマー           | ランボー/最後の戦場                                                             | 2008                | ミャンマー軍に対するネガティブな描写。 |
| カンボジア           | Who Killed Chea Vichea?                                                         | 2014                | 禁止された。 |
| カンボジア           | ウルフ・オブ・ウォールストリート                                                | 2013                | |
| カンボジア           | フィフティ・シェイズ・オブ・グレイ                                              | 2015                | 「狂った恋愛劇、多くの性交、性交中の暴力」「クメール社会では極端な性的問題」により禁止。 |
| カンボジア           | クーデター                                                                      | 2015                | 「地方文化の否定」の禁止。 |
| チリ                 | ラストタンゴ・イン・パリ                                                        | 1972-1990           | アウグスト・ピノチェト政権下で猥褻なため禁止。 |
| チリ                 | ミッシング                                                                      | 1982-1990           | ピノチェト政権批判とチリで起きたクーデターを扱っているため同政権下で禁止。 |
| チリ                 | 最後の誘惑                                                                      | 1987                | 冒涜的なためピノチェト政権下で禁止。 |
| 中国                 | ベン・ハー (1959)                                                               | 1959                | 毛沢東政権下では迷信やキリスト教を描写したものを禁止した。 |
| 中国                 | Boat People (望郷)                                                              | 1982                | 海南省で撮影されたため中華民国（台湾）で禁止。 |
| 中国                 | 黄色い大地                                                                      | 1984                | 公開当初から禁止。 |
| 中国                 | バック・トゥ・ザ・フューチャー                                                  | 1985                | タイムトラベルを扱っているため禁止。 |
| 中国                 | The Horse Thief (盗馬賊)                                                        | 1986                | 公開当初から禁止。 |
| 中国                 | 菊豆                                                                            | 1990                | 公開当初から禁止されていたが、中国政府は1992年に鑑賞することを解禁 |
| 中国                 | Life on a String (人生は琴の弦のように)                                         | 1991                | 公開当初から禁止。 |
| 中国                 | 紅夢                                                                            | 1991-1994           | 公開当初から3年間禁止されていた。 |
| 中国                 | 青い凧                                                                          | 1993                | 不快なため禁止。監督の田壮壮はその後10年間、映画製作を禁じられた。 |
| 中国                 | さらば、わが愛/覇王別姫                                                         | 1993                | 同性愛描写と共産主義否定のため長らく禁止されていた。他国で高く評価され第46回カンヌ国際映画祭でパルム・ドール受賞後、中国での公開が許可された。 |
| 中国                 | 活きる                                                                          | 1994                | 共産党批判のため禁止。監督の張芸謀は2年間映画製作を禁じられた。 |
| 中国                 | シュウシュウの季節                                                              | 1998                | 禁止された。 |
| 中国                 | 鬼が来た!                                                                       | 2000                | 禁止されていたが後に解禁された。 |
| 中国                 | トゥームレイダー2                                                               | 2005                | 中国社会に対し悪い印象を与える描写のため禁止。 |
| 中国                 | ダ・ヴィンチ・コード                                                            | 2006                | 冒涜的なため禁止。 |
| 中国                 | ディパーテッド                                                                  | 2006                | 政府が台湾に対して核兵器使用を示唆するくだりがあるため禁止。 |
| 中国                 | パイレーツ・オブ・カリビアン/ワールド・エンド                                   | 2007                | （新華社によると）チョウ・ユンファ演じるシンガポール海賊のサン・フェンの場面10分が中国で公開されているものではカットされている。正式な理由は不明だが中国内の非公式の情報筋の話としてサン・フェンの性格がネガティブでステレオタイプ的であったためとしている |
| 中国                 | 新宿インシデント                                                                | 2009                | 暴力的過ぎて修正をイー・トンシンに求めたが拒否されたため。 |
| 中国                 | ノア 約束の舟                                                                   | 2014                | 預言者が登場するため禁止。 |
| 中国                 | デッドプール                                                                    | 2016                | 暴力、ヌード、言葉遣いが問題視されたため禁止。 |
| 中国                 | プーと大人になった僕                                                            | 2018                | くまのプーさんが習近平中国共産党総書記を想起させるとして公開禁止。 |
| 中国                 | プー あくまのくまさん                                                           | 2023                | くまのプーさんが習近平中国共産党総書記を想起させるとして公開禁止。 |
| コンゴ               | L'Homme Qui Repare Les Femmes ("The Man Who Mends Women")                       | 2015                | 理由なしで禁止。このドキュメンタリーは同国の産婦人科医デニス・ムクウェゲが強姦被害者の治療にあたる姿が取り上げられている。 |
| チェコスロバキア     | The Hand                                                                        | 1966                | 1966年当時のチェコスロバキアと同様の体制下での制限された生活が描写されているため共産党政権下で禁止。 |
| チェコスロバキア     | ひなぎく                                                                        | 1966                | 共産党政権下では「ふしだらな描写」が禁止。監督のヴェラ・ヒティロヴァは1975年まで活動を禁止された。 |
| チェコスロバキア     | A Report on the Party and the Guests(祝祭と客）                                 | 1966-1988           | 1966年から1968年まで共産主政権下で禁止されたのは全体主義に対する比喩や暗示が含まれていたため。プラハの春により一時的に解禁されたがその20年間再び禁止された。1974年、監督のヤン・ニェメツは西ドイツへ亡命した。 |
| チェコスロバキア     | The Firemen's Ball(火事だよ! カワイ子ちゃん）                                   | 1967                | 1968年、共産党は東欧の共産主義国家に対する風刺を禁止した。 |
| チェコスロバキア     | Deserters and Pilgrims (砂漠と遊牧民とも)                                       | 1968                | 共産党政権により禁止。 |
| チェコスロバキア     | All My Compatriots                                                              | 1969-1990           | 共産党政権により禁止。監督のヴォイチェフ・ヤスニーは亡命。 |
| チェコスロバキア     | Birds, Orphans and Fools                                                        | 1969-1990           | 共産党政権により、政治的迫害を受け孤立しつつも自由ではないが精神的に生き残ろうとしていることを禁止した。 |
| チェコスロバキア     | Dull Sunday                                                                     | 1969-1989           | 共産党政権により20年間禁止され、監督のドラウミラ・ヴィハノヴァは1977年まで映画製作を禁じられた。 |
| チェコスロバキア     | The Cremator                                                                    | 1969-1989           | 共産党政権により禁止されたブラックコメディーで、ホロコーストでナチスと一緒に火葬場で人を燃やす火葬場所長を描いている。これとは別に作品を真実と解釈することができ、危険なメッセージとされた。 |
| チェコスロバキア     | Larks on a String(つながれたヒバリ）                                            | 1969-1990           | 共産党政権が崩壊するまで禁止。 |
| チェコスロバキア     | Mourning Party (Smuteční slavnost)                                              | 1969                | 共産党政権により禁止。 |
| チェコスロバキア     | The Seventh Day, The Eighth Night (Den sedmy, osma noc)                         | 1969                | 共産党政権により禁止。 |
| チェコスロバキア     | Hlidac (刑務官)                                                                 | 1970                | 共産党政権により禁止。 |
| チェコスロバキア     | Ucho (耳)                                                                       | 1970-1989           | 共産党政権により禁止されたのは政府の監視下に置かれているとみられるカップルを描いたため。 |
| チェコスロバキア     | Fruit of Paradise                                                               | 1970                | 衝撃的な内容なため共産党政権により禁止。監督のヴェラ・ヒティロヴァは8年間、映画製作を禁じられた。 |
| チェコスロバキア     | Witchhammer                                                                     | 1970                | 共産党政権により禁止。 |
| チェコスロバキア     | Nahota (裸)                                                                     | 1971                | 共産党政権により禁止。 |
| チェコスロバキア     | Case for a Rookie Hangman                                                       | 1972                | 共産党政権によりチェコ社会の風刺を禁止、これによりパベル・ジューラセックの監督人生は終わりを告げた。 |
| チェコスロバキア     | Leonardo's Diary(レオナルドの日記)                                              | 1972                | 同国のキリスト教徒の人生を批判的に描写したため共産党政権により禁止。監督のヤン・シュヴァンクマイエルは5年間労働を禁じられ、解除後も文学作品の改作のみを許された。 |
| チェコスロバキア     | The Apple Game                                                                  | 1975                | 共産党政権により禁止。監督のヴェラ・ヒティロヴァは検閲機関に情報を求めたところ、ソビエト大使館から「テーマが重すぎる」と聞いた。 |
| チェコスロバキア     | Castle of Otranto                                                               | 1977-1990           | 共産党政権により禁止後、監督のシュヴァンクマイエルは内容を変更するように要求されたが拒否した。検閲官はテレビニュースへの市民の信頼が損なう恐れのあるモキュメンタリーに反対した。シュヴァンクマイエルは一時期、映画製作を禁じられた。 |
| チェコスロバキア     | Dimensions of Dialogue（対話の可能性)                                           | 1982                | 検閲官は消費主義批判を好まないため禁止された。監督のシュヴァンクマイエルは作品が過去に2度禁止措置を受けたことも影響。 |
| チェコスロバキア     | Straka v hrsti (カササギの手)                                                   | 1983-1996           | 政府から禁止命令を受けた作家アントニン・プリダルの作品を元にいていたためと、破壊的なロックバンドPražský výběrを扱っていたため共産党政権により禁止。 |
| デンマーク           | 骸骨の踊り                                                                      | 1930                | 検閲官が「あまりにも不気味」との理由で1930年当初に禁止。現在は禁止ではない。 |
| 東ドイツ             | Das Kaninchen bin ich                                                           | 1965-1990           | 政府の日常生活批判の禁止。政府を名指ししているわけではないが長らく危険な主張という認識だった。これによりにより政府禁止の映画は「ウサギ映画」と呼ばれた。1990年のドイツ再統一まで禁止のままだった。 |
| 東ドイツ             | Denk bloss nicht, ich heule (私は泣くだろう)                                    | 1965-1990           | 政権批判のため禁止。 |
| 東ドイツ             | Spur der Steine (ストーンズの痕跡)                                              | 1966-1989           | 政府により禁止。 |
| 東ドイツ             | Die Russen kommen (ロシア人は来る)                                              | 1968-1989           | ナチスの青年が近付くソ連軍を恐れるという作品のため政府によって禁止。ソ連人は同情的に扱われていたが、それでもストーリーには議論の余地があった。 |
| エジプト             | ファニー・ガール                                                                | 1968                | エジプト出身のイスラム教徒オマル・シャリーフとユダヤ人であるバーブラ・ストライサンドの恋愛模様が描かれているため禁止。エジプトとイスラエルの緊張の高まりとストライサンドのイスラエルに対する政治的姿勢が背景にあった。 |
| エジプト             | ダ・ヴィンチ・コード                                                            | 2006                | 冒涜的なため禁止。 |
| エジプト             | Sweetness of Spirit - Halawet Rooh                                              | 2014                | 挑発的な性的シーンが批判され、公開直後に禁止。同作はジュゼッペ・トルナトーレの2000年の映画『マレーナ』の主演モニカ・ベルッチが出演していることも批判された。 |
| フィンランド         | 戦艦ポチョムキン                                                                | 1930-1952           | 共産主義革命誘発の恐れのため禁止。 |
| フィンランド         | ミニヴァー夫人                                                                  | 1943-1945           | 第二次世界大戦中に禁止。 |
| フィンランド         | Johnny Eager                                                                    | 1943-1950           | 第二次世界大戦中に禁止され、1950年3月31日で解除。 |
| フィンランド         | Rififi                                                                          | 1955-1959           | セキュリティシステムの突破が描写されており、模倣犯を防ぐため政府が禁止。5年後に解除された。 |
| フィンランド         | 血を吸うカメラ                                                                  | 1960-1981           | 21年間禁止。 |
| フィンランド         | One, Two, Three                                                                 | 1962-1986           | 政治風刺のため24年間禁止。周辺国や隣国ソ連の怒りを買う可能性があった。(関連:フィンランド化) |
| フィンランド         | イワン・デニーソヴィチの一日                                                    | 1972                | フィンランド映画分類委員会により禁止。1972年と1974年にスウェーデンでテレビ放送された。フィンランド人は見ることができず、オーランド諸島で視聴可能だったスウェーデンのテレビ局の放送は映画中にシャットダウンされた。映画分類委員会の役員Jerker Eerikssonはこの措置はフィンランドとソ連の関係悪化を恐れた政治的意思があったと述べた。その後、同作はフィンランドでは1996年にTV1 YLEチャンネルで放送された。 |
| フィンランド         | 悪魔のいけにえ                                                                  | 1974-1996           | 暴力的なため禁止。 |
| フィンランド         | 食人族                                                                          | 1984                | 露骨な内容のため禁止。 |
| フィンランド         | クルージング                                                                    | 1980                | 公開当初から禁止。 |
| フランス             | 戦艦ポチョムキン                                                                | 1925-1953           | 共産主義革命誘発の恐れのため禁止。 |
| フランス             | 黄金時代                                                                        | 1930                | 警察長官が「公共の秩序の名の下に」禁止。右翼がスクリーンに爆弾を投げる事件が発生した。 |
| フランス             | Zero de Conduite                                                                | 1933-1946           | フランスの抑圧的な寄宿学校で生徒4人が教師に対して反乱を仕掛け、学校を奪還するというストーリーのため禁止。同様の理由でナチス占領下でも禁止が継続。 |
| フランス             | Le Corbeau(密告)                                                                | 1943                | ナチス政権の資金援助により制作された映画で、1945年から1947年まで禁止。フランス人に否定的でヴィシー政権に同情的だと批判された。2年で禁止は解除されている。 |
| フランス             | Afrique 50                                                                      | 1950-1990           | フランスの植民地支配批判のため禁止。監督のレナ・ボーティアーはこれにより刑事罰を受け、1年間服役した。 |
| フランス             | Les statues meurent aussi(彫像もまた死す)                                       | 1953                | アフリカ美術は西洋文明のせいで衰退したと示唆したため禁止。1953年のカンヌ国際映画祭では上映されたが、その後フランスの検閲官により禁止。 |
| フランス             | 洪水の前                                                                        | 1954                | 犯罪描写が物議をかもして禁止。 |
| フランス             | Bel-Ami                                                                         | 1955-1957           | 公開当初は禁止されたが、2年後に検閲されたものが公開。 |
| フランス             | カルメン                                                                        | 1954-1981           | 著作権法における作曲家ジョルジュ・ビゼーの知的財産権の厳密的な解釈により禁止。 |
| フランス             | Le Rendez-vous des quais                                                        | 1955-1980           | インドシナ戦争における軍需品輸送を拒否した港湾労働者が描写されていたため禁止。 |
| フランス             | 突撃                                                                            | 1957-1970           | 第一次世界大戦におけるフランス軍を批判していたため禁止。 |
| フランス             | 小さな兵隊                                                                      | 1960                | 政治的理由で禁止。1963年に再編集されて解禁。 |
| フランス             | Tu ne tueras point                                                              | 1961                | 第二次世界大戦に反対する兵士が登場したため2年間禁止。 |
| フランス             | アルジェの戦い                                                                  | 1965-1971           | アルジェリアよりで反植民地主義のメッセージ性があるため6年間禁止。 |
| フランス             | Det kare legetoj                                                                | 1965-1971           | ポルノを主張することを禁止。 |
| フランス             | 悪魔のいけにえ                                                                  | 1974                | 暴力的、サディスティックなため禁止。 |
| フランス             | Camp de Thiaroye                                                                | 1977                | 植民地支配批判のため禁止。 |
| フランス             | Baise-moi(ベーゼ・モア)                                                         | 2000                | 2000年にX-ratingに分類されるが、映画館から上映拒否。翌年、視聴可能年齢層が16歳から18歳以上に指定し直された、 |
| フランス             | アンチクライスト                                                                | 2016                | 2009年に公開されているが、2016年2月3日に性的、暴力的を理由に禁止。この措置は未成年が鑑賞することを防ぐため再審査をカトリックの圧力団体Promouvoirの求めによるものだった。裁判所は団体に有利な判決を出し、決定が確定すると上映、放送、ソフトの発売が禁止される。 |
| ドイツ               | Anders als die Andern(他の人々とは異なって)                                     | 1920-1945           | 同性愛を扱っていたため禁止。1920年代、医師と医学者に限って鑑賞が許される。1933年にヒトラーが実権を掌握するとナチスによってフィルムがほとんど破棄された。のちに部分的ながらフィルムが復元された。 |
| ドイツ               | The Barnyard Battle(裏庭の戦い)                                                 | 1929                | 登場する猫が着用するヘルメットがピッケルハウベと似ていたため。現在は禁止ではない。 |
| ドイツ               | 西部戦線異状なし (1929)                                                         | 1930-1931 1933-1945 | 抗議により1930年に禁止されるがオープンな議論の結果、翌年に多くの検閲を行って解除される。1933年、ナチスが反軍国主義反ドイツを禁止。エーリヒ・マリア・レマルクの原作小説も禁止され、「反ドイツ本」として焚書された。1952年に西ドイツのキャプトルシアターで22年ぶりに公開された。 |
| ドイツ               | Kuhle Wampe(クーレ・ヴァンペ)                                                   | 1932-1945           | 政府、法律、宗教を否定的に扱ったため禁止。抗議により解除され、大幅に編集された状態で公開された。その半年後、ヒトラーによって終戦まで再び禁止。監督のスラタン・ドドーは再入国を禁止されている共産党員であるとして逮捕された。 |
| ドイツ               | マルクス兄弟出演の全映画。                                                      | 1933-1945           | ユダヤ人のコメディスターであったためナチスドイツにより禁止。 |
| ドイツ               | 戦艦ポチョムキン                                                                | 1933-1945           | マルクス主義を扇動する恐れによりナチスドイツにより禁止。 |
| ドイツ               | 春の調べ                                                                        | 1933-1945           | エロティックな内容のためナチスドイツにより禁止。 |
| ドイツ               | 制服の処女.                                                                     | 1933-1945           | レズビアンを扱っていたためナチスドイツにより禁止。 |
| ドイツ               | ミッキーのお化け屋敷                                                            | 1933-1945           | 雰囲気が恐ろしいためナチスドイツにより禁止。 |
| ドイツ               | Mysterium des Geschlechtes                                                      | 1933-1945           | エロティックな内容のためナチスドイツにより禁止。 |
| ドイツ               | Vier von der Infanterie (西部戦線一九一八年)                                    | 1933-1945           | 平和主義を扱った戦争ドラマをナチスドイツは禁止。 |
| ドイツ               | M                                                                               | 1934-1945           | ナチスドイツにより禁止。 |
| ドイツ               | Nana                                                                            | 1934-1945           | 軍人が道徳、品格の規律違反を犯して売春婦と会っているというストーリーのためナチスドイツにより禁止。 |
| ドイツ               | 怪人マブゼ博士                                                                  | 1934-1945           | 「猫を誘惑するように犯罪を詳細、魅力的に描くこと」をナチスドイツは禁止。マブセの一部会話で反権威主義の含みをもたせていた。 |
| ドイツ               | The Bohemian Girl(極楽浪人天国)                                                 | 1936-1945           | ジプシーを第三帝国において肯定的に扱えなかったためナチスドイツにより禁止。 |
| ドイツ               | モダン・タイムス                                                                | 1936-1956           | 共産主義の描写があるため禁止。 |
| ドイツ               | 大いなる幻影                                                                    | 1937-1945           | 反戦メッセージがあるためナチスドイツにより禁止。ヨーゼフ・ゲッベルスは監督のジャン・ルノワールを「映画界一の敵」と呼んだ |
| ドイツ               | A Prussian Love Story                                                           | 1938-1950           | 皇帝と女優のラブストーリーという内容がゲッベルスの身に巻き起こった騒動とリンクするためナチスドイツにより禁止。終戦後も措置は継続され、1950年に解禁。 |
| ドイツ               | Kitty und die Weltkonferenz                                                     | 1939-1945           | 興行は成功したが、ナチスドイツにより禁止。第二次世界大戦勃発後、ゲッベルスはイギリス側に偏っている内容だとの見解を示し、映画館から排除した。 |
| ドイツ               | Confessions of a Nazi Spy(戦慄のスパイ網)                                       | 1939-1977           | 第二次世界大戦勃発前に制作された反ナチス映画。ヒトラーにより禁止され、他のワーナーブラザーズ作品は自ら選んで上映した。ヒトラーは戦争に勝利すれば映画会社を経営すると考えられていた。戦後も国内では1977年3月11日まで上映されなかった。 |
| ドイツ               | 独裁者                                                                          | 1940-1945           | ヒトラー、そしてナチズムを嘲笑っているためナチスドイツにより禁止。1942年、ナチス占領下のユーゴスラビアにおいて地元ゲリラがギリシャから映画のコピーを盗んだ。ナチスの役人は映画を半分見たところで審査を止め、映写師を撃つと脅した。総統官邸の指示があったとされる。1958年に西ドイツで初公開。 |
| ドイツ               | 女だけの都 (1935)                                                               | 1940-1945           | 平和主義を扱っていたためナチスドイツとベルギーでゲッベルスにより禁止。監督のジャック・フェデーはスイスに避難。 |
| ドイツ               | Titanic (1943)                                                                  | 1943-1949           | ナチスの宣伝部門により制作されたが、一部シーンが観客を堕落させるおそれがあるとしてゲッベルスにより禁止。連合軍統制評議会はナチスのプロパガンダだとして終戦後も禁止。連合軍占領終了後、ドイツの映画レイティングにより、12歳以上対象で6歳以上は親の監督の下で鑑賞可能とした。 |
| ドイツ               | Grose Freiheit Nr. 7 (グローセ・フライハイト7番地)                              | 1944-1945           | ナチスドイツにより禁止。1944年12月、占領されたプラハで上映されている。 |
| ドイツ               | Auf Wiedersehn, Franziska!                                                      | 1945                | 第二次世界大戦後、連合軍により禁止。観衆が戦争を支援することを思い起こさせるためとした。監督のヘルムート・コイトナーの政治的思想によるものではなくナチスの意向を受けて追加したシーンがある。政治的な部分はプロパガンダだと判断され、それをカットしたものが流通した。 |
| ドイツ               | 永遠のユダヤ人                                                                  | 1945                | 1945年以降、ナチスの宣伝になるため禁止。大学の教室や学術目的に限って上映可能。ただし、上映者はホロコーストの歴史とメディア科学について教育を受ける必要がある。2013年時点、一般的な利用はできない。 |
| ドイツ               | ユダヤ人ジュース(1940)                                                          | 1945                | 連合軍の法によりドイツで上映することが禁止。監督のヴァイト・ハーランは裁判所の命令で唯一残っているとされたネガの破棄を1954年4月に実行した。しかし疑念が残るため政府の調査の結果、東ドイツには他のネガが存在。中東で上映するためアラビア語で吹き替えるためのものだったが、アラビア語吹き替え版は発見されていない。このネガの存在はスタージュやKGBによって出回ったと考えられていて、エジプトとパレスチナが和解しないように反ユダヤ主義を親米であるイスラエルに喚起するため利用した。同作の著作権は政府系団体のF・W・ムルナウ財団が所有していて、歴史的背景や考えられる影響の説明に限って上映を許可している。 |
| ドイツ               | Der Untertan (臣下)                                                             | 1951                | 西ドイツで反主憲的なため禁止。1971年にノーカット版が公開された。 |
| ドイツ               | Du und mancher Kamerad                                                          | 1956                | 西ドイツで反主憲的なため禁止。 |
| ドイツ               | Thomas Muentzer                                                                 | 1956                | 西ドイツで反主憲的なため禁止。 |
| ドイツ               | And Quiet Flows the Don                                                         | 1958                | 西ドイツで反主憲的なため禁止。第一部は1959年に公開、第二部第三部は1968年にテレビ放送された。 |
| ドイツ               | Higher Principle                                                                | 1960-1965           | 反ドイツ的なため西ドイツで1965年まで禁止。 |
| ドイツ               | 悪魔のいけにえ (1974)                                                           | 1974-1978           | 西ドイツで過激な暴力描写のため禁止。 |
| ドイツ               | Zidan (刑務所) (1974)                                                           | 2010                | 現在は禁止されていないが、ドイツではゴア表現、暴力、残虐的なため禁止されていた唯一の映画。 |
| ドイツ               | ソウ ザ・ファイナル 3D                                                          | 2010                | Tiergarten AGはいくつかのシーンが暴力的でact §131 StGBに違反しているため禁止だとしている。映画を公開すると罰せられるが私的なコピーの所有は可能で、刑事罰には当たらない。公開中止となった「Keine Jugendfreigabe/ No youth admitted」というバージョンがあるが、暴力的なシーンはカットされている。「KJ」と判定された映画は鑑賞不可にすることはできないためこれを販売することは合法である。 |
| ドイツ               | Valley of the Wolves: Palestine                                                 | 2011                | FSKが反米、反イスラエルとの含みを持たせていると懸念されたため禁止。 |
| ギリシャ             | Golfo (1914)                                                                    | 1914                | 王党派の意思により禁止。 |
| ギリシャ             | Z (1969)                                                                        | 1967-1974           | 政権批判のためギリシャ軍事政権下で禁止。 |
| ハンガリー           | ユダヤ人ジュース(1940)                                                          | 1945                | 第二次世界大戦後、反ユダヤ主義でナチスよりのため禁止。 |
| ハンガリー           | A tanu                                                                          | 1969-1981           | 政権を風刺していたため共産党政権下で約10年禁止。 |
| アイスランド         | 悪魔のいけにえ (1974)                                                           | 1985-1999           | 過激な暴力描写のため禁止。検閲されたものが後に公開されている。 |
| アイスランド         | ネクロマンティック                                                              | 1987                | |
| アイスランド         | 食人族                                                                          | 1992                | 過激な暴力描写と動物虐待のため禁止。 |
| インドネシア         | Max Havelaar                                                                    | 1976                | 反植民地主義の物語のため当時の体制下で禁止。 |
| インドネシア         | The Year of Living Dangerously(危険な年)                                        | 1982                | スカルノ政権批判のため禁止。1999年に解禁。 |
| インドネシア         | シンドラーのリスト                                                              | 1994                | ユダヤ人に同情的なため禁止。 |
| インドネシア         | Long Road to Heaven                                                             | 2007                | 同国の政治家は2002年のバリ島爆弾テロ事件について憎悪や不寛容を助長する恐れがあるとしてバリ島では禁止。 |
| インドネシア         | Balibo                                                                          | 2009                | 政府批判のため禁止。同作は1975年のインドネシアの東ティモール侵攻で殺害されたジャーナリストグループバリボーファイブの話を元にしている。 |
| インドネシア         | ノア 約束の舟                                                                   | 2014                | 預言者が登場するため禁止。 |
| インドネシア         | フィフティ・シェイズ・オブ・グレイ                                              | 2015                | 性的な内容のため禁止。 |
| イラン               | Gaav (The Cow)                                                                  | 1969                | イラン社会を後退的に描写したためシャー国王時代に一時禁止された。のちに同作は本編開始前、数十年前の設定で現実のイランを反映していないという免責事項の説明を入れるという条件で上映された。 |
| イラン               | ソドムの市                                                                      | 1975                | 暴力的、性的なため禁止。 |
| イラン               | クルージング                                                                    | 1980                | 公開当初から禁止。 |
| イラン               | Bita                                                                            | 1981                | 男性が女性を搾取することを批判したため1981年の検閲で禁止。 |
| イラン               | Ghaire aze Khoudo Hitch Kass Naboud                                             | 1981                | レズビアンが登場するため1981年の検閲で禁止。 |
| イラン               | ズーランダー                                                                    | 2001                | 同性愛者の権利への支持が窺い知れるため禁止。 |
| イラン               | Marmoulak                                                                       | 2004                | イランの宗教家の保守的な思想を嘲笑っている映画であるため国内の上映開始から2週間で映画館から引き上げられた。 |
| イラン               | 300 〈スリーハンドレッド〉                                                      | 2010                | ペルシア軍に対するネガティブな描写のため禁止。 |
| イラン               | アルゴ                                                                          | 2012                | イランに対するネガティブな描写のため禁止。 |
| イラク               | サウスパーク/無修正映画版                                                       | 1999                | サッダーム・フセイン政権下でサッダームをコメディの的にしたため禁止。 |
| イラク               | アメリカン・スナイパー                                                          | 2015                | 国民に対する侮辱であるため禁止。 |
| アイルランド         | Monkey Business(いんちき商売)                                                   | 1931-2000           | 公開当初から無秩序なコメディが社会に混乱をもたらす恐れがあるため禁止。2000年に解禁された。 |
| アイルランド         | ならず者                                                                        | 1943                | 性的描写のため禁止。 |
| アイルランド         | ミルドレッド・ピアース                                                          | 1945                | 禁止されている。 |
| アイルランド         | 逢びき                                                                          | 1945                | 不倫を容認していると考えられたため禁止。 |
| アイルランド         | 三つ数えろ                                                                      | 1946                | 性的描写のため禁止。 |
| アイルランド         | Outrage                                                                         | 1950                | 強姦が扱われているため禁止。 |
| アイルランド         | Ulysses                                                                         | 1967-2000           | 30年ほど禁止され、2000年に一般公開された。 |
| アイルランド         | 時計じかけのオレンジ                                                            | 1971-2000           | 暴力や強姦の過激な描写のため禁止。2000年に解禁。 |
| アイルランド         | 悪魔のえじき                                                                    | 1978, 2010          | 暴力やギャングによる長い強姦シーンのため禁止。2010年にソフト化されるも問題になったシーンはカットされなかったため販売禁止になった。 |
| アイルランド         | ライフ・オブ・ブライアン                                                        | 1979-1987           | 冒涜的なため禁止。1987年に解禁。 |
| アイルランド         | 人生狂騒曲                                                                      | 1983-1990           | 冒涜的なため禁止。1990年に解禁。 |
| アイルランド         | ナチュラル・ボーン・キラーズ                                                    | 1994                | 模倣犯が出る恐れのため禁止。 |
| アイルランド         | プリーチング                                                                    | 1997                | 猥褻なため禁止。 |
| イスラエル           | オリヴァ・ツイスト                                                              | 1948                | 登場人物のファギンの性格が反ユダヤ主義とみなされたため公開当初から禁止。 |
| イスラエル           | The Girl in the Kremlin                                                         | 1957                | イスラエルとソビエトの関係を悪化させる恐れがあるとして禁止。 |
| イスラエル           | China Gate(チャイナ・ゲイト)                                                    | 1957                | 過度の残虐描写のため禁止。同作では中国とロシアの兵士を「怪物」扱いしている。 |
| イスラエル           | 007 ゴールドフィンガー                                                          | 1965                | 出演者の一人、ゲルト・フレーベにナチ党員だった過去が判明した後に禁止。映画館では6週間しか上映しなかった。ある男性がオーストリアのイスラエル大使館にフレーベが自分と自分の母をナチスから逃がしてくれたかもしれないと申し出たことにより数ヶ月後に解禁された。 |
| イスラエル           | Hitler: The Last Ten Days(アドルフ・ヒトラー/最後の10日間)                      | 1973                | 検閲委員会がヒトラーが人間的に描かれ過ぎていると全会一致で判断したため禁止。 |
| イスラエル           | 愛のコリーダ                                                                    | 1987                | ポルノのため禁止。 |
| イスラエル           | 最後の誘惑                                                                      | 1988                | キリスト教徒の怒りを買うため禁止。 |
| イスラエル           | Jenin, Jenin                                                                    | 2004                | 同国の映画評議会は誹謗により観客の怒りを買う恐れがあるとして禁止したが、イスラエル最高裁判所はこの決定を覆した。 |
| イスラエル           | シュレック2                                                                     | 2004                | 2004年に一時期禁止されたが、映画そのもののせいではなくヘブライ語の吹き替えが原因。歌手のデビット・ドールの声が高まったところで、ある登場人物が「デビット・ドールをやってみよう」と言いながら人を怒らせるシーンがあったためで、これについてドールは法的措置をとるよう促された。 |
| イタリア             | 我輩はカモである                                                                | 1933-1945           | 独裁者や戦争を面白がっているためベニート・ムッソリーニ政権下で禁止。 |
| イタリア             | 大いなる幻影                                                                    | 1937-1945           | 反戦メッセージがあるためムッソリーニ政権下で禁止。 |
| イタリア             | Toto and Carolina                                                               | 1955                | 警察を茶化しているため公開当初から禁止。 |
| イタリア             | 突然炎のごとく                                                                  | 1962                | 性的描写のため禁止されるも抗議によりすぐ解除されている。 |
| イタリア             | ラストタンゴ・イン・パリ                                                        | 1972-1986           | 1972年から1986年まで猥褻なため禁止。 |
| イタリア             | 砂漠のライオン                                                                  | 1982-2009           | イタリア軍の名誉を害しているとされ、1982年から2009年まで禁止。 |
| イタリア             | Li chiamarono... briganti!                                                      | 1999                | イタリア統一運動について批判的なため映画館での上映禁止。ソフト化もされていない。 |
| 日本                 | The Mikado                                                                      | 1939                | 天皇家に対して不敬と考えられるため第二次世界大戦後まで禁止。 |
| 日本                 | 虎の尾を踏む男達                                                                | 1945-1952           | 封建的価値のためGHQにより戦後も7年間禁止。 |
| 日本                 | 愛のコリーダ                                                                    | 1976-1982           | 性交シーンがあるため禁止。監督の大島渚は同作の写真を含んだ書籍を発行したため検挙されたが、無罪判決が下っている。 |
| 日本                 | ミシマ:ア・ライフ・イン・フォー・チャプターズ                                   | 1985                | 平岡瑤子の同棲愛描写に関する反対や、右翼団体の一部が抗議しているという噂が流れたため、上映禁止となる。 |
| 日本                 | 少女椿                                                                          | 2004-2012           | 過激な内容から成田税関でフィルムが没収後破棄され8年間上映禁止となる。 |
| ヨルダン             | ダ・ヴィンチ・コード                                                            | 2006                | 冒涜的なため禁止。 |
| ケニア               | ウルフ・オブ・ウォールストリート                                                | 2013                | 性的、冒涜的、薬物使用のため禁止。 |
| ケニア               | Stories of Our Lives                                                            | 2014                | 同性愛を扱ったこのドキュメンタリーは猥褻、明白な性行動、同性愛の促進とみなされたため禁止。 |
| ケニア               | フィフティ・シェイズ・オブ・グレイ                                              | 2015                | 性的なため禁止。 |
| クウェート           | サウスパーク/無修正映画版                                                       | 1999                | ムスリム同胞団を傷付けるため禁止。TVシリーズも放送が禁止されている。 |
| クウェート           | 華氏911                                                                         | 2004                | イラク戦争に批判的かつサウジアラビア王家に対して侮辱しているため禁止。 |
| クウェート           | キングダム/見えざる敵                                                           | 2007                | 1996年のサウジアラビアの爆弾事件について不正確な描写のため禁止。 |
| レバノン             | ダ・ヴィンチ・コード                                                            | 2006                | 冒涜的なため禁止。 |
| レバノン             | ペルセポリス                                                                    | 2007                | 一部の宗教家がイランとイスラム教に対して攻撃的だと主張したため一時禁止された。その後、レバノンの知識人や政治家の抗議により解除された。 |
| レバノン             | 戦場でワルツを                                                                  | 2008                | 辛口評論家はレバノン史においてもっとも暴力的な時代を描いていると指摘した。 +961などのブロガーがレバノン内務省への抗議活動を展開、すると政府は国内の批評家による映画製作を禁止した。国内では2009年1月に ベイルートで90人の観客を集めて上映した。以降、幾度も上映された。海賊版のコピーは国内でも入手可能。 |
| マレーシア           | ライフ・オブ・ブライアン                                                        | 1979                | 冒涜的なため禁止。 |
| マレーシア           | 食人族                                                                          | 1984                | 暴力、動物虐待の描写のため禁止。 |
| マレーシア           | Barney's Great Adventure                                                        | 1998                | 子供が鑑賞できないとして禁止。 |
| マレーシア           | ズーランダー                                                                    | 2001                | マレーシアが否定的に扱われているため禁止。題名にもなってる主人公がマレーシアを貧困国として訪問する。それについて検閲委員会は「間違いなく不適当」と判断した。 |
| マレーシア           | ザ・レイド GOKUDO                                                               | 2014                | 当初は禁止されていた。 |
| マレーシア           | ノア 約束の舟                                                                   | 2014                | 預言者が登場するため禁止。 |
| マレーシア           | フィフティ・シェイズ・オブ・グレイ                                              | 2015                | 性的なため禁止。 |
| マレーシア           | 美女と野獣                                                                      | 2017                | 同性愛者が登場するため禁止。検閲委員会は当該シーンの削除をディズニーに求めたが拒否。 |
| メキシコ             | 最後の誘惑                                                                      | 1987                | 冒涜的なため禁止。 |
| オランダ             | Scram!                                                                          | 1932                | ローレル&ハーディが独身女性とベッドに座っているシーンがあるため公開当初は禁止。検閲官はこのシーンを「いかがわしい」と判断した。現在は禁止ではない。 |
| オランダ             | 思春の森                                                                        | 2010                | アクマラの裁判所が2010年3月25日に禁止命令を出し、児童ポルノに指定した。それにより所持、販売、故意に映画を鑑賞しようとすることが禁止された。 |
| ニュージーランド     | ソドムの市                                                                      | 1975-1992           | 公開当初から禁止されたが17年後に解禁。 |
| ニュージーランド     | 食人族                                                                          | 1980, 2006          | 過激な暴力、動物虐待があるため禁止。（2006年にも公開を拒否された。） |
| ニュージーランド     | マッドマックス                                                                  | 1981                | 惨殺シーンのため禁止。（VHS発売はのちに認められた。） |
| ニュージーランド     | ぷにぷに☆ぽえみぃ                                                               | 2004                | 「若者の性的搾取を支持促進する傾向があり、程度は低いが性的行為を強制している」ため禁止。 |
| ニュージーランド     | ホステル2                                                                       | 2007-2008           | 禁止されている。(推奨されたカット版は最初なかった。2008年4月にDVDが発売) |
| ニュージーランド     | Vase de Noces                                                                   | 2005                | 吐き気を催す忌々しい内容（獣姦、糞尿愛好症、動物虐待）のため禁止。 |
| ニュージーランド     | I Spit on Your Grave (アイ・スピット・オン・ユア・グレイヴ)                     | 2010                | 暴力描写のため禁止。 |
| ニュージーランド     | 一騎当千 Dragon Destiny                                                         | 2010                | 未成年の性的搾取のため禁止。ニュージーランドの映画当局のこの判断により販売代理店のマッドマンエンターテイメントは以降のシリーズの発売しないことを決めた。 |
| ニュージーランド     | Megan Is Missing                                                                | 2011                | 若者の性交の禁止。 |
| ニュージーランド     | ムカデ人間2                                                                     | 2011                | 暴力的、性的描写のため禁止。 |
| ニュージーランド     | A Serbian Film(セルビアン・フィルム)                                            | 2012                | 不愉快な内容（過激な暴力、性暴力、小児性愛、催眠など）により2012年5月25日に政府によって禁止。 |
| ニュージーランド     | マニアック                                                                      | 2013                | 劇場公開、家庭用向け販売の禁止。OFLCは「娯楽としてパッケージを通して残虐行為を楽しむように暗に誘うことは、一部の視聴者が共感する可能性がある」と感じたとした。 |
| ニュージーランド     | ハイスクールD×D                                                                 | 2014                | 未成年の性的搾取のため禁止。OFLCは「未成年の性的利用価値があるという考えを強める」と感じるものが含まれると禁止される。 |
| ナイジェリア         | 第9地区                                                                         | 2009                | ナイジェリア人は外国人嫌いで人種差別主義者だと批判されているため禁止。 |
| 北朝鮮               | 2012                                                                            | 2009                | 2012年は金日成生誕100年にあたるため禁止。この年を「超大国になる年」と位置付けられた。2012年に世界が終末することを描いたこの映画は北朝鮮政府にとっては不快だとされた。一部の国民は映画のコピーを所持、鑑賞すると「国の発展に対する挑戦」だとして逮捕された。 |
| 北朝鮮               | ザ・インタビュー                                                                | 2014                | 北朝鮮政府はこの金正恩暗殺を描いたこの映画に対しロシアの北朝鮮大使館が発表した声明で「テロを正当化、奨励する危険な映画」と表明した。 |
| ノルウェー           | 491                                                                             | 1964-1971           | 同性愛を扱っているため禁止。検閲されたものが後に公開されている。 |
| ノルウェー           | ピンク・フラミンゴ                                                              | 1972                | 公開当初から1980年代まで禁止。 |
| ノルウェー           | 悪魔のいけにえ                                                                  | 1974-1997           | 影響力のある凶悪な暴力描写のため禁止。1997年に18歳（成人）以上対象としてノーカット版が公開。 |
| ノルウェー           | ライフ・オブ・ブライアン                                                        | 1979-1980           | 宗教関係者が不快に感じるジョークがあるため禁止。スウェーデンでは「ノルウェーで公開禁止の面白い作品」として公開された。1980年に解禁。 |
| ノルウェー           | 食人族                                                                          | 1984-2005           | 暴力的、動物虐待のため禁止。2005年に18歳（成人）以上対象として公開。 |
| ノルウェー           | ネクロマンティック                                                              | 1987                | ノルウェーメディア機関により禁止。（忌々しい内容、過激な暴力、屍姦、動物虐待などが理由） |
| ノルウェー           | 殺し屋1                                                                         | 2009                | 影響力のある残虐描写のためノルウェーメディア機関が「拒否」と判定して禁止。2009年1月のストックホルム国際映画祭で同作を知った政府は完全に禁止した。鑑賞中に2人が嘔吐、気絶する事例もあり、ノルウェーでは厳しく禁止されている |
| ノルウェー           | A Serbian Film(セルビアン・フィルム)                                            | 2011                | 未成年の性描写や過激な暴力が刑法204条と382条に違反するため禁止。 |
| パラグアイ           | 独裁者                                                                          | 1940                | イヒニオ・モリニゴ政権下で禁止。 |
| パラグアイ           | 死刑台のメロディ                                                                | 1971                | 共産主義の扇動としてアルフレド・ストロエスネル政権下で禁止。 |
| パラグアイ           | ディア・ハンター                                                                | 1979                | 誤解を生む危険があるとしてストロエスネル政権下で禁止。 |
| パキスタン           | The Blood of Hussain                                                            | 1980                | 1977年に権力を掌握したゼア・ウルハークはこの架空のクーデターを描いた映画を禁止した。 |
| パキスタン           | ダ・ヴィンチ・コード                                                            | 2006                | 冒涜的なため禁止。 |
| パキスタン           | エージェント・ヴィノッド 最強のスパイ'                                          | 2012                | パキスタン軍統合情報局について複数の論争のある事柄への言及があるため映画検閲中央委員会により禁止。 |
| パキスタン           | Maalik                                                                          | 2016                | パキスタン政府により禁止。 |
| パキスタン           | Sarabjeet                                                                       | 2016                | 論争の的になるため禁止。 |
| フィリピン           | Hubad na Bayani                                                                 | 1977                | 禁止されている。 |
| フィリピン           | 最後の誘惑                                                                      | 1987                | 冒涜的なため禁止。 |
| フィリピン           | クレア・デインズ出演の全映画                                                    | 1998-?              | デインズがマニラ批判をしたため禁止。誠心誠意謝罪した場合のみ解除される。 |
| フィリピン           | Toro/Live Show                                                                  | 2000                | 性的なため禁止。 |
| フィリピン           | Imelda                                                                          | 2003                | イメルダ・マルコスが訴訟を起こした後、禁止。 |
| フィリピン           | ダ・ヴィンチ・コード                                                            | 2006                | 冒涜的なため禁止。 |
| フィリピン           | キナタイ マニラ・アンダーグラウンド                                             | 2009                | 遺体切断などの猟奇的なシーンがあるため商業上映は不可能。 |
| ポーランド           | 西部戦線異状なし                                                                | 1930                | 検閲官がドイツよりの内容だとして禁止。なお、ナチスドイツでは反ドイツ的だとして禁止。 |
| ポーランド           | Australia Marches with Britain                                                  | 1946                | 理由なしで禁止。 |
| ポーランド           | Men of Timor                                                                    | 1946                | 理由なしで禁止。 |
| ポーランド           | Ręce do góry (手を挙げろ!)                                                      | 1967-1985           | スターリニズムが登場するため共産体制下で禁止。監督のイエジー・スコリモフスキはポーランドを離れて西側で活動することに怒りを覚えた。 |
| ポーランド           | 悪魔                                                                            | 1972                | 反戦的なため共産体制下で禁止。 |
| ポーランド           | Opowieść o człowieku, który wykonał 552% normy (552%の割り当てを占めた男の物語) | 1973-1981           | スターリン主義者のドキュメンタリーのため共産体制下で禁止。監督のヴォイチェフ・ヴィシュニェフスキが1981年に死去した後に公開された。 |
| ポーランド           | Wanda Gościmińska. Włókniarka (ヴァンダ・ゴシチミンスカ―織物女工)               | 1975-1981           | スターリン主義者のドキュメンタリーのため共産体制下で禁止。監督のヴィシュニェフスキが1981年に死去した後に公開された。 |
| ポーランド           | Elementarz (入門)                                                               | 1976-1981           | スターリン主義者のドキュメンタリーのため共産体制下で禁止。監督のヴィシュニェフスキが1981年に死去した後に公開された。 |
| ポーランド           | 平穏 (Spokój)                                                                   | 1976-1980           | ストライキのストーリーのため共産党政権下で禁止。1980年9月19日にテレビ放送された。ポーランド映画祭で審査員特別賞を受賞した。 |
| ポーランド           | Indeks. Życie i twórczość Józefa M. (pl) (The Index)                            | 1977-1981           | 1968年の学生によるデモ活動を描いたため共産体制下で禁止。 |
| ポーランド           | Kobieta Samotna (孤独な女)                                                      | 1981-1988           | 政治批判のため共産党政権下で禁止。1988年解禁。 |
| ポーランド           | Wahadełko (pl) (シャイリーシャイリー)                                           | 1981-1984           | スターリン主義時代が舞台のため共産党政権下で禁止。 |
| ポーランド           | Wielki bieg (ビッグランまたはビッグレース)                                      | 1981-1987           | 政権批判のため共産党体制下で禁止。 |
| ポーランド           | Blind Chance(偶然)                                                              | 1981-1987           | 同作はアンソロジー映画でうち1つのストーリーがポーランドの共産主義体制の崩壊を描いているため政府により禁止。 |
| ポーランド           | Był Jazz (ジャズがあった)                                                       | 1981                | 政府により禁止。 |
| ポーランド           | Człowiek z żelaza(鉄の男)                                                       | 1981                | 政治批判と労働組合の連帯を扱っているため共産党政権下で禁止。 |
| ポーランド           | Dreszcze (悪寒)                                                                 | 1981-1984           | 政府により禁止。ストーリーは思想教育キャンプに放り込まれた10代の若者の風刺。 |
| ポーランド           | Gorączka (熱)                                                                   | 1981                | ソビエト軍を否定的に扱ったため政府により禁止。 |
| ポーランド           | Jak żyć (生き方)                                                                | 1981                | 政府により1年で2回禁止。 |
| ポーランド           | Wojna światów – następne stulecie (宇宙戦争: 次の百年)                          | 1981-1983           | 現実のポーランド社会と照らし合わせるように未来を描いているため共産体制下で3年間禁止。 |
| ポーランド           | Przesłuchanie(尋問)                                                             | 1982-1989           | 共産主義批判のため政府により禁止。監督のリーズザード・ブガージスキーは秘密裏に同作のVHSを流通させ、カルト的人気を得た。 |
| ポーランド           | Matka Królów (王たちの母)                                                       | 1982-1987           | 政治批判のため政府により1987年まで5年間禁止。 |
| ポーランド           | Niedzielne igraszki (日曜日のイタズラ)                                          | 1983-1988           | 共産体制下で禁止。 |
| ポルトガル           | キャッチ=22                                                                     | 1970                | 全裸で木に座るシーンがあるためマルセロ・カエターノ政権下で禁止軍隊の風刺も要因とみられる。 |
| ポルトガル           | ラストタンゴ・イン・パリ                                                        | 1972-1974           | 過激な性描写のため禁止。 |
| カタール             | ノア 約束の舟                                                                   | 2014                | 預言者が登場するため禁止。 |
| ロシア               | アンドレイ・ルブリョフ                                                          | 1966                | ソ連では自由な芸術、宗教、政治的曖昧性、独学、抑圧的な体制下での創作というテーマが禁止。1966年に1度上映されたのを除き完成してから数年は国内で上映できなかった。 |
| ロシア               | Korotkie vstrechi (束の間の出会い)                                              | 1968                | 政府により禁止。 |
| ロシア               | Dolgie Provody (長いお別れ)                                                     | 1971                | 親子関係について否定的としたため政府により禁止。 |
| ロシア               | ボラット 栄光ナル国家カザフスタンのためのアメリカ文化学習                       | 2006                | 攻撃的なため禁止。 |
| ロシア               | チャイルド44 森に消えた子供たち                                                 | 2015                | ロシアの映画配給会社Central Partnershipは2015年4月15日から国内において同作の配給を取りやめると発表、一部報道ではロシア文化省により審査を拒絶されたという。文化省と配給会社はVictory Dayを前に審査は受け付けられないと発表した。発表では「歴史の歪曲、大祖国戦争やその前後の扱い、ソ連人のイメージや性格」が理由とした。ウラジーミル・メジンスキーはこの判断に肯定的で、あくまでも配給会社の判断によるものだと強調した。ただし、メジンスキーの個人的な考えとして「物理的、道徳的に人間以下」のロシアを描いていると主張、作中のソ連を指輪物語のモタドールに例え、大国主義戦争から70周年にこのような映画は上映されないだろうとしたただ、メジンスキーは同作をDVDやオンラインで入手は可能だとした。この決定によりその後、ベラルーシの映画館でも上映未定となりウクライナカザフスタンジョージアでは10月まで公開延期となった。 |
| ロシア               | スターリンの葬送狂騒曲                                                          | 2017                | ヨシフ・スターリンの死を風刺した内容が問題となったため、ロシア政府が上映禁止を通告した。 |
| サモア               | ダ・ヴィンチ・コード                                                            | 2006                | 鑑賞した教会の教役者が検閲官に訴状を提出した後、禁止された。 (サモアの検閲も参照) |
| サモア               | The Cell 2(ザ・セル2)                                                           | 2009                | 暴力的なため禁止。(サモアの検閲も参照) |
| サモア               | ミルク                                                                          | 2009                | 理由なしで禁止され、後に検閲官が「キリスト教とサモアの文化にとって不適切で矛盾する」と説明した。映画自体が同性愛の権利の推進で性行為シーンも検閲委員会により不適切とされた(サモアの検閲も参照) |
| サモア               | Van Wilder: Freshman Year(ヴァンワイルダー フレッシュマンイヤー)                | 2009                | 禁止されている。(サモアの検閲も参照) |
| サウジアラビア       | 華氏911                                                                         | 2004                | イラク戦争に批判的かつサウジアラビア王家に対して侮辱しているため禁止。 |
| サウジアラビア       | キングダム/見えざる敵                                                           | 2007                | 禁止されている。 |
| サウジアラビア       | King of the Sands                                                               | 2013                | サウジアラビア初代国王のアブドゥルアズィーズ・イブン・サウードが登場するため禁止。 |
| サウジアラビア       | ノア 約束の舟                                                                   | 2014                | 預言者が登場するため禁止。 |
| セネガル             | Ceddo                                                                           | 1977                | イスラム教とキリスト教の対立と民族、伝統についての考えを表明することの禁止。1978年のニューヨーク・タイムズで「宗教的感受性のため」と監督のセンベーヌ・ウスマンが述べ、セネガル政府はタイトルの「Ceddo」はdが1つ多い綴りはおかしいためとしている。 |
| セネガル             | Camp de Thiaroye                                                                | 1977                | 植民地支配批判のため禁止。 |
| シンガポール         | 時計じかけのオレンジ                                                            | 1971-2011           | 2006年にレイティングM18として公開が計画されたが拒否された。その後2011年10月28日にR21の判定を受けてパースペクティブズ・フィルム・フェスティバルでノーカット上映された。 |
| シンガポール         | エクソシスト                                                                    | 1973                | 公開当初は禁止されるが、変形した聖母マリア像のシーンや憑依された少女が十字架を股間に突き立てるシーンがカットされレイティングM18の判定を受けて公開。「Jesus fuck you!」という台詞が宗教を侮辱、冒涜するとされた。 |
| シンガポール         | ラストタンゴ・イン・パリ                                                        | 1973                | 過激な性描写のため禁止。 |
| シンガポール         | 悪魔のいけにえ                                                                  | 1974-2004           | 30年間禁止され、2004年に暴力を理由にM18の判定を受けてノーカットで審査を通過した。 |
| シンガポール         | ソドムの市                                                                      | 1975                | 暴力、性描写のため禁止。 |
| シンガポール         | ライフ・オブ・ブライアン                                                        | 1979                | 宗教的に不適切なため禁止。 |
| シンガポール         | 食人族                                                                          | 1980                | 暴力描写のため禁止。 |
| シンガポール         | Saint Jack                                                                      | 1980-2006           | 性的なシーンと低俗な言葉に過度の編集が必要な場合は公開できない。2006年にM18の判定を受けた。 |
| シンガポール         | 死霊のはらわた                                                                  | 1981                | 1981年以来、拷問などの過激な暴力描写のため禁止。2011年にR21の判定を受けて公開。 |
| シンガポール         | 悪魔のいけにえ2                                                                 | 1986                | 当局者により禁止。その後、R21の判定を受けた。 |
| シンガポール         | 最後の誘惑                                                                      | 1988                | 冒涜的なため禁止。 |
| シンガポール         | A Night on the Water                                                            | 1995                | 過激な性描写のため禁止。 |
| シンガポール         | ズーランダー                                                                    | 2001-2004           | 理由なしで禁止。ストーリーは隣国マレーシアの首相を洗脳された男が暗殺しようとするという内容。2004年にNC16の判定を受け、ノーカットで審査を通過。 |
| シンガポール         | 僕の恋、彼の秘密                                                                | 2004                | 「同性愛は正常であり認めることが社会の進歩」と描写したため禁止。 |
| シンガポール         | Singapore Rebel                                                                 | 2005-2009           | シンガポールでは政治映画が禁止されている。2009年に政治映画諮問委員会（PFCC）による審査でM18と判定され解禁。 |
| シンガポール         | ショートバス                                                                    | 2006                | ポルノのため禁止。 |
| シンガポール         | Solos                                                                           | 2007                | 同性愛者が登場するため禁止。 |
| シンガポール         | Following Desire                                                                | 2007                | 過激な性描写かつそれが長く続き、無償で搾取されているとして禁止。 |
| シンガポール         | Zahari's 17 Years                                                               | 2007                | 政府により公共の利益のため禁止。 |
| シンガポール         | 愛のジハード                                                                    | 2008                | イスラム教について公平ではない描写の禁止。インタビューを受けた同性愛者は同性愛を肯定するため宗教を使った。 |
| シンガポール         | David the Tolhidan                                                              | 2008                | 世界的にテロ組織だと認識されている組織への同情的な描写の禁止。 |
| シンガポール         | Arabs and Terrorism                                                             | 2008                | 世界的にテロ組織だと認識されている組織への同情的な描写の禁止。 |
| シンガポール         | Bakushi                                                                         | 2008                | ロープの使い手が裸の女性を縛り付けることにより観客の性的欲求を満たすためいくつもの虐待や性的堕落を実演している。長いサディズム、マゾヒズムの繰り返しが禁止されている。 |
| シンガポール         | Female Games                                                                    | 2009                | レズビアンの性行為のシーンがあるため禁止。 |
| シンガポール         | Boy                                                                             | 2009                | 同性愛者の関係をロマンチックに描き、促進しているとして禁止。性的描写が多く長く続き、刺激的である。 |
| シンガポール         | Brides of Allah                                                                 | 2009                | テロの正当化のために宗教を利用しているため禁止。 |
| シンガポール         | Transgressor (スクール・オブ・ザ・ホーリー・ビースト)                           | 2009                | サディズムマゾヒズムや緊縛されたレズビアンの修道女が多く登場するため禁止。 |
| シンガポール         | Dr Lim Hock Siew                                                                | 2010                | Zahari's 17 Yearsと同じ理由で禁止。 |
| シンガポール         | Sex. Violence. FamilyValues                                                     | 2012                | ケン・クェックの短編映画の第2話「Porn Masala,」が映画検閲委員会によって「インディアンへの侮辱、人種差別」だとして禁止。その後解除され2013年に編集されたバージョンを公開したが検閲委員会に禁止された未編集バージョンの公開が続いていて、見つけた委員会はそれを「猥褻」「地方文化の侮辱」だとした。これにより2013年3月28日から30日に行われたアセアン国際映画祭での上映が中止された。 |
| シンガポール         | To Singapore, With Love                                                         | 2014                | 映画の登場人物がマレーシアを出国して海外に住む理由や方法が歪曲されて間違った説明だとし、安全保障を揺るがすとして禁止。亡命者を名乗っている者の多くはマラヤ共産党の党員か支援者だという。 |
| ソロモン諸島         | ダ・ヴィンチ・コード                                                            | 2006                | 首相のマナセ・ソガバレは「国内のキリスト教を傷付ける」として禁止。 |
| 南アフリカ共和国     | The Johnson-Jeffries Fight                                                      | 1910                | アメリカ南部で対立が激化していた黒人ボクサージャック・ジョンソンが白人ボクサージェームス・J・ジェフリーズに勝利した映像のため禁止。 |
| 南アフリカ共和国     | ズール戦争                                                                      | 1964                | ズールー戦争を扱っているため黒人により審査でアパルトヘイトの下に禁止。白人は隔離された映画館で鑑賞した。 |
| 南アフリカ共和国     | 時計じかけのオレンジ                                                            | 1971–1984           | アパルトヘイトの下で13年間禁止され、その後1回の審査で21歳以上対象として上映された。 |
| 南アフリカ共和国     | チーチ&チョン スモーキング作戦                                                  | 1978                | 国内の影響を受けた若者がマリファナに手を出す恐れがあるとしてアパルトヘイトの下で禁止。 |
| 南アフリカ共和国     | プリティ・ベビー                                                                | 1978–1983           | アパルトヘイトの下で禁止。 |
| 南アフリカ共和国     | ライフ・オブ・ブライアン                                                        | 1979                | 冒涜的なためアパルトヘイトの下で禁止。 |
| 南アフリカ共和国     | クルージング                                                                    | 1980                | 公開当初からアパルトヘイトの下で禁止。 |
| 南アフリカ共和国     | Mapantsula                                                                      | 1988                | アパルトヘイト批判のため禁止。 |
| 南アフリカ共和国     | 遠い夜明け                                                                      | 1989                | 反アパルトヘイト活動家スティーヴ・ビコの伝記のため禁止。 |
| 南アフリカ共和国     | KIDS/キッズ                                                                     | 1995–1997           | 16歳未満は鑑賞不可として2年間禁止された。 |
| 南アフリカ共和国     | Of Good Report                                                                  | 2013                | 高齢者が少女を虐待するシーンが検閲官に児童ポルノの判断され禁止。 |
| 韓国                 | 時計じかけのオレンジ                                                            | 1971                | 暴力や強姦の描写のため禁止。 |
| 韓国                 | ラストタンゴ・イン・パリ                                                        | 1973                | 過激な性描写のため禁止。 |
| 韓国                 | 潘金蓮                                                                          | 1975–1981           | 6年間禁止された後、40分カットされ公開。 |
| 韓国                 | 地獄の黙示録                                                                    | 1979                | 反戦メッセージがあるため朴正煕政権下で公開が見送られた。 |
| スペイン             | 戦艦ポチョムキン                                                                | 1927–1975           | 共産主義革命誘発の恐れのためフランシスコ・フランコ政権下で禁止。 |
| スペイン             | 突撃                                                                            | 1957–1975           | 反戦メッセージがあるためフランコ政権下で禁止。 |
| スペイン             | 甘い生活                                                                        | 1960–1975           | フランコ政権下で禁止。 |
| スペイン             | ビリディアナ                                                                    | 1961−1977           | フランコ政権下で禁止されたがカンヌ国際映画祭への出品は許可されている。カトリック教会が抗議声明を発表した後、出品を認めたスペイン映画協会の会長が解任され、16年間禁止。 |
| スペイン             | La Petición (婚約パーティ)                                                      | 1981                | 公開当初は禁止されるが、批判により解禁され芸術的価値が再考される。映画の内容はサディステックな男性と最終的に命取りになるほどの関係を持つ女性の物語。 |
| スペイン             | ソウ6                                                                           | 2009                | レイティングXに指定されたため成人映画館以外での上映禁止。 |
| スペイン             | A Serbian Film(セルビアン・フィルム)                                            | 2010                | 過激な暴力描写のため禁止。（多数の性暴力シーンも含んでいる。） |
| スリランカ           | ソドムの市                                                                      | 1975                | 暴力や性描写のため禁止。 |
| スリランカ           | Aksharaya (レター・オブ・ファイヤー)                                            | 2006                | 殺人、強姦、近親相姦を描写しているため禁止。 |
| スウェーデン         | 私は好奇心の強い女 (イエロー篇)                                                 | 1969                | ポルノのため禁止されたが、裁判所は許可した。 |
| スウェーデン         | 悪魔のいけにえ                                                                  | 1974–2001           | 過激な暴力や虐待のため禁止。 |
| スウェーデン         | マッドマックス                                                                  | 1981                | 暴力的なため禁止。 |
| スウェーデン         | Hell of the Living Dead(ヘル・オブ・ザ・リビングデッド)                         | 1983                | 禁止されていたが2000年代半ばにDVDが発売。 |
| スウェーデン         | シャドー                                                                        | 1984–2005           | 影響力のある過激な暴力のため禁止。2005年にノーカット版が公開された。 |
| スウェーデン         | バタリアン                                                                      | 1985                | 禁止された具体的な理由は不明だが、続編2作のDVDは発売されている。 |
| スウェーデン         | 悪魔のいけにえ レジェンド・オブ・レザーフェイス                                 | 1997                | 過激な暴力や虐待のため禁止されたが、後にDVDが発売されている。 |
| スイス               | 突撃                                                                            | 1957                | 第一次世界大戦におけるフランス軍を批判していたため禁止。 |
| スイス               | Rondo                                                                           | 1968–1975           | スイスの刑務所を批判しているため禁止。同国は刑務所を受刑者を社会復帰させるためというよりも刑罰と犯罪抑止として重要だとしている。 |
| タジキスタン         | ディクテーター 身元不明でニューヨーク                                           | 2012                | 国家転覆の恐れがあるため禁止。 |
| タンザニア           | The Route                                                                       | 2014                | アフリカの人身売買と性奴隷についてのドキュメンタリー映画だが「多くの性行為と裸を映している」ためタンザニア文化に対する脅威だとして禁止。 |
| タイ王国             | 王様と私 (1956)                                                                 | 1956                | タイの国王に対して不敬との恐れのため禁止。 |
| タイ王国             | ブロークダウン・パレス                                                          | 1999                | タイにおける麻薬密輸について否定的な描写。舞台はタイだが多くはフィリピンで撮影されたものの当局の判断により禁止。 |
| タイ王国             | アンナと王様                                                                    | 1999                | タイの国王に対して不敬との恐れのため禁止。 |
| タイ王国             | マンディ・レイン 血まみれ金髪女子高生                                           | 2007                | 暴力描写のため禁止。 |
| タイ王国             | ハロウィン                                                                      | 2007                | 暴力描写のため禁止。 |
| タイ王国             | フロンティア                                                                    | 2008                | 暴力描写のため禁止。 |
| タイ王国             | ファニーゲーム U.S.A.                                                           | 2008                | 禁止されている。 |
| タイ王国             | 恋するポルノ・グラフィティ                                                      | 2009                | 登場人物はポルノ映画を作ろうとするためそれを10代が模倣する恐れがあるため文化省により禁止。 |
| タイ王国             | ソウ6                                                                           | 2010                | 暴力描写のため禁止 |
| トリニダード・トバゴ | 恋するポルノ・グラフィティ                                                      | 2008                | 検閲官は10代の若者が映画を模倣してポルノ映画制作することを恐れたため禁止。 |
| トルコ               | Bir Çirkin Adam (醜い男)                                                        | 1969                | トルコ社会の現状を描いているため禁止。 |
| トルコ               | Yorgun Savaşçı (疲れた戦士)                                                     | 1979                | 反政権的な小説家ケマル・タヒルによって制作され独立戦争におけるムスタファ・ケマル・アタテュルクの貢献について疑問を呈しているため禁止。 |
| トルコ               | 最後の誘惑                                                                      | 1987                | 冒涜的なため禁止。 |
| トルコ               | Su da Yanar (水もまた燃える)                                                    | 1987                | 共産主義者の詩人ナーズム・ヒクメットを扱ったため禁止。 |
| ウガンダ             | 全ての外国映画                                                                  | 1972–1979           | 大統領のイディ・アミンは帝国主義者のプロパガンダだとして全ての外国映画を禁止した。 |
| ウガンダ             | ウルフ・オブ・ウォールストリート                                                | 2014                | 他のアフリカ諸国と同じく禁止。 |
| ウクライナ           | ホステル                                                                        | 2005                | 東欧が金銭目的で拷問されている地域だとしたため禁止。所持することは合法。 |
| ウクライナ           | ランド・オブ・ザ・デッド                                                        | 2006                | 過激な暴力描写のため禁止。1943年のドイツのハリコフで被災により人肉を食べざるを得なかった者の苦しみが描写されている。 |
| ウクライナ           | ホステル2                                                                       | 2007                | 前作と同じ理由で禁止。こちらも所持することは合法。 |
| ウクライナ           | ブルーノ                                                                        | 2009                | 同性愛者が登場するため禁止。 |
| ウクライナ           | ソウ6                                                                           | 2009                | 拷問などの過激な暴力描写のため禁止。ソウシリーズが国内で禁止されているのは同作のみで、販売、譲渡をすると違法。 |
| ウクライナ           | 死霊のはらわた                                                                  | 2013                | |
| ウクライナ           | My iz budushchego 2 (ウィー・アー・フロム・ザ・フューチャー2)                   | 2010                | 禁止されている。 |
| アラブ首長国連邦     | Lamhaa                                                                          | 2010                | 不快なため禁止。UAE検閲委員会から認可されず、映画館から引き上げられた。UAEで禁止された最初のボリウッド映画。 |
| アラブ首長国連邦     | ノア 約束の舟                                                                   | 2014                | 預言者が登場するため禁止。 |
| アラブ首長国連邦     | フィフティ・シェイズ・オブ・グレイ                                              | 2015                | 性的なため禁止。 |
| イギリス             | 時計じかけのオレンジ                                                            | 1973–1999           | 公開から2年後にワーナー・ブラザーズが国内から引き上げた。スタンリー・キューブリックは家族がこの映画のせいで脅迫されていたため、キューブリックが1999年に死去、遺作のアイズ ワイド シャットが公開されるまで再公開されなかった。 |
| ベトナム             | Green Dragon                                                                    | 2001                | 2001年禁止。 |
| ベトナム             | ワンス・アンド・フォーエバー                                                    | 2002                | 2002年禁止。 |
| ベトナム             | Xich lo (Cyclo)                                                                 | 1995                | 貧困の描写について欧米的過ぎるとして禁止。 |
| ベトナム             | セックス・アンド・ザ・シティ2                                                   | 2010                | 文化的価値観の違いにより禁止。 |
| ベトナム             | ハンガー・ゲーム                                                                | 2012                | 殺人などの過激な暴力描写のため禁止。 |
| ベトナム             | ドラゴン・タトゥーの女                                                          | 2012                | ベトナム国民映画評議会から刺激的なシーンのカットを要求されたソニーピクチャーズはそれを拒否したため禁止。 |
| ベトナム             | バービー                                                                        | 2023                | 地図に九段線が描かれていたため禁止。 |
| ユーゴスラビア       | 大いなる幻影                                                                    | 1937                | 反戦メッセージがあるため1937年に禁止。 |
| ユーゴスラビア       | Ciguli Miguli                                                                   | 1952−1977           | 社会主義体制についての風刺をヨシップ・ブロズ・チトー政権下で禁止。1977年にライセンスを受け公開 |
| ユーゴスラビア       | WR:オルガニズムの神秘                                                           | 1971−1987           | チトー政権下で禁止。チトーが死去してから7年後に解禁。 |
| ジンバブエ           | Jock of the Bushveld                                                            | 1986                | 南アフリカ共和国の映画のため禁止。ジンバブエはアパルトヘイト体制をとる南ア産の製品をボイコットした。 |
| ジンバブエ           | Lobola                                                                          | 2010                | 酔いながら結婚はしないのに、アフリカの結婚についての習慣がきちんと描かれていないため禁止。 |
| ジンバブエ           | Kumasowe                                                                        | 2014                | ジンバブエ政府と警官の衝突について扱っているため禁止。 |
| ジンバブエ           | フィフティ・シェイズ・オブ・グレイ                                              | 2015                | 過激な性描写のため禁止。一部の映画館で編集されたものが上映された。 |

## 国別の一覧
- オーストラリアで上映禁止となった映画の一覧（List of films banned in Australia）
- カナダで上映禁止となった映画の一覧（List of films banned in Canada）
- チリで上映禁止となった映画の一覧（List of films banned in Chile）
- インドで上映禁止となった映画の一覧（List of films banned in India）
- マレーシアで上映禁止となった映画の一覧（List of films banned in Malaysia）
- パキスタンで上映禁止となった映画の一覧（List of films banned in Pakistan）
- イギリスで上映禁止となった映画の一覧（List of films banned in the United Kingdom）
- アメリカ合衆国で上映禁止となった映画の一覧（List of films banned in the United States）